# Liste der denkmalgeschützten Objekte in Gabersdorf (Steiermark)
Die Liste der denkmalgeschützten Objekte in Gabersdorf enthält die 7 denkmalgeschützten, unbeweglichen Objekte der Gemeinde Gabersdorf im steirischen Bezirk Leibnitz.

## Denkmäler
| Foto |                 | Denkmal                                                                               | Standort                                     | Beschreibung | Metadaten |
| ---- | --------------- | ------------------------------------------------------------------------------------- | -------------------------------------------- | --- | --- |
| ja   | Datei hochladen | Pfarrhof HERIS-ID: 68625 Objekt-ID: 81658                                             | Gabersdorf 13 Standort KG: Gabersdorf        | Der Pfarrhof aus dem 18. Jahrhundert (bezeichnet 1793) ist durch eine schlichte Fassade und ein Schopfwalmdach gekennzeichnet. Ein Portalvorbau stammt aus dem Jahre 1909. | BDA-Hist.: Q38120211 Status: § 2a Stand der BDA-Liste: 2025-06-30 Name: Pfarrhof GstNr.: .71 Pfarrhof Gabersdorf |
| ja   | Datei hochladen | Kath. Pfarrkirche hl. Leonhard HERIS-ID: 51065 Objekt-ID: 56627                       | bei Gabersdorf 13 Standort KG: Gabersdorf    | Die Pfarrkirche wurde 1693–1703 von Jakob Schmerlaib erbaut und ist der früheste monumentale Dreikonchenbau der Steiermark. An das relativ kurze zweijochige Langhaus ist eine geräumige Dreikonchenanlage angefügt, von der die Seitenarme und die etwas längere Chorapsis ausgehen. Die hohe Westfront ist von einem Dreieckgiebel sowie einem Turm mit Zwiebelhelm geprägt. | BDA-Hist.: Q38043492 Status: § 2a Stand der BDA-Liste: 2025-06-30 Name: Kath. Pfarrkirche hl. Leonhard GstNr.: .70 St. Leonhard (Gabersdorf)                                                                                             |
| ja   | Datei hochladen | Grabdenkmal/Epitaph HERIS-ID: 68619 Objekt-ID: 81652                                  | Standort KG: Gabersdorf                      | | BDA-Hist.: Q38120186 Status: § 2a Stand der BDA-Liste: 2025-06-30 Name: Grabdenkmal/Epitaph GstNr.: 1626/2 |
| ja   | Datei hochladen | Kriegerdenkmal HERIS-ID: 68628 Objekt-ID: 81661                                       | Gabersdorf 12, bei Standort KG: Gabersdorf   | | BDA-Hist.: Q38120230 Status: § 2a Stand der BDA-Liste: 2025-06-30 Name: Kriegerdenkmal GstNr.: 157 |
| ja   | Datei hochladen | Römerzeitliche Stadt und Gräberfelder Flavia Solva HERIS-ID: 112260 Objekt-ID: 130335 | Flavia Solva Standort KG: Landscha           | Das Ausgrabungsgebiet erstreckt sich über die Katastralgemeinden Leitring und Wagna in der Gemeinde Wagna, Leibnitz und Altenmarkt in der Gemeinde Leibnitz und Landscha in der Gemeinde Gabersdorf. | BDA-Hist.: Q64487644 Status: Bescheid Stand der BDA-Liste: 2025-06-30 Name: Römerzeitliche Stadt und Gräberfelder Flavia Solva GstNr.: 59/2, 60/1, 61, 63/1, 63/2, 65/1, 65/2, 66, 67, 68, 70, 71/1, 71/2, 72, 106/1, 638/2 Flavia Solva |
| ja   | Datei hochladen | Ortskapelle HERIS-ID: 68621 Objekt-ID: 81654                                          | Standort KG: Landscha                        | | BDA-Hist.: Q38120196 Status: § 2a Stand der BDA-Liste: 2025-06-30 Name: Ortskapelle GstNr.: .49 |
| ja   | Datei hochladen | Ortskapelle HERIS-ID: 68624 Objekt-ID: 81657                                          | bei Sajach 1 Standort KG: Neudorf an der Mur | | BDA-Hist.: Q38120203 Status: § 2a Stand der BDA-Liste: 2025-06-30 Name: Ortskapelle GstNr.: 188/1 |